# جورج ويت
جورج ويت (بالألمانية: Georg Witt)‏ هو منتج أفلام ألماني، ولد في 14 يناير 1899 في موسكو في روسيا، وتوفي في 17 أبريل 1973 في برلين في ألمانيا.

## وصلات خارجية
- جورج ويت على موقع IMDb (الإنجليزية)
- جورج ويت على موقع أول موفي (الإنجليزية)
- جورج ويت على موقع قاعدة بيانات الأفلام السويدية (السويدية)
- جورج ويت على موقع قاعدة بيانات الفيلم (الإنجليزية)
- جورج ويت على موقع كينوبويسك (الروسية)